# حمله با چاقو به مقر پلیس فرانسه
در ۳ اکتبر ۲۰۱۹، یک کارمند پلیس در مقر (ساختمان) پلیس پاریس چهار نفر از همکاران خود را با ضربات چاقو کشته و دو نفر دیگر را زخمی کرد. وی در محل چاقوکشی مورد اصابت گلوله پلیس قرار گرفت.

## حمله
در اواخر بعد از ظهر در ۳ اکتبر ۲۰۱۹، یک کارمند پلیس به ۶ همکار خود در ساختمان پلیس در ایل د لا سیته در مرکز پاریس حمله کرد. از آن ۶ نفر، سه افسر پلیس و یک عضو ستاد پشتیبانی را کشت و دو نفر دیگر را زخمی کرد. پلیس با شلیک گلوله در حیاط اصلی ساختمان مهاجم را کشت. این حمله یک روز پس از اعتصاب پلیس در سراسر فرانسه به دلیل افزایش خشونت علیه افسران صورت گرفت.

## مهاجم
گزارش شده‌است که مهاجم میکائیل هارپون، ۴۵ ساله، متخصص فناوری اطلاعات است که ۱۶ سال در واحد اطلاعات ستاد پلیس کار کرد و دارای یک مجوز امنیتی از محرمانگی ارتش بود، در نتیجه او به اطلاعات محدود مانند لیست مراقبت از مظنونان به ترور، آدرس افسران پلیس و اطلاعات مربوط به شهروندان فرانسوی و خانواده‌های آنها که پس از جنگ در جنگ داخلی سوریه بازگشته اند، دسترسی داشت. وی در سال ۱۹۷۴ در فور-دو-فرانس در بخش ناحیه‌های فرادریایی دریایی کارائیب در مارتینیک به دنیا آمد و از کودکی ناشنوا بود. سلاح قتل یک چاقوی سرامیکی بود که توسط اسکنرهای فلزی قابل تشخیص نبود.

## تحقیق و بررسی

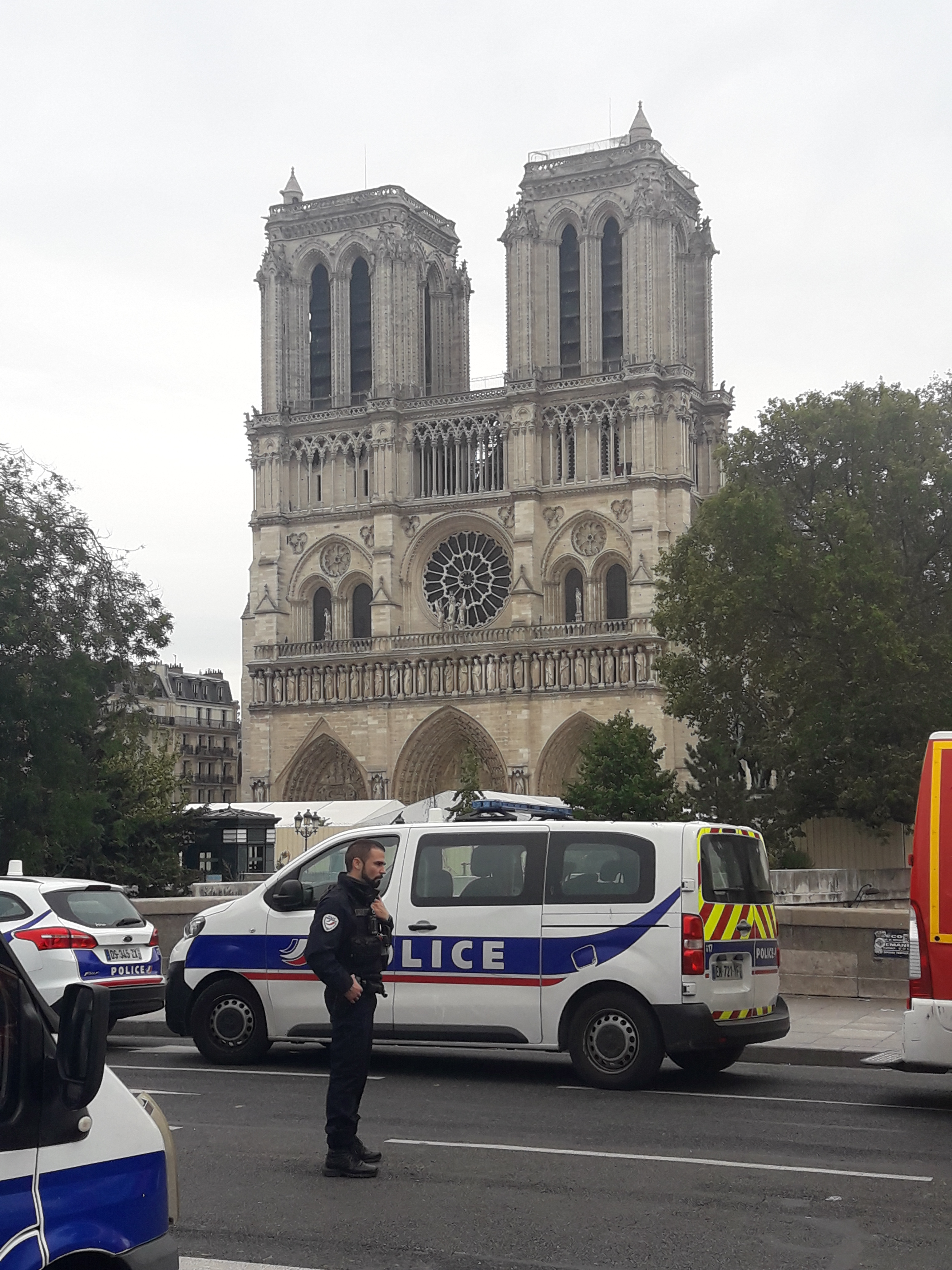
در پی این حمله، منطقه ایل دو لا سیته به سرعت توسط نیروهای پلیس قفل شد.

گزارش‌های اولیه نشان می‌داد که انگیزه این حمله از اختلاف در محل کار نشئت می‌گیرد. یک روز پس از حمله، تحقیقات ضد تروریسم آغاز شد، و در ابتدا بررسی شد که آیا مهاجم یک اسلامگرای رادیکال است یا خیر و احتمال اینکه او با هر گروه تروریستی در تماس بوده یا از آنها حمایت کرده‌است. مهاجم به اسلام گروئیده بود. به گفته دادستان پاریس، ژان فرانسوا ریکارد، مسلمان شدن وی یک دهه قبل صورت گرفت. او هر روز دو بار در مراسم مساجد شرکت می‌کرد. همکاران هارپون را در سال ۲۰۱۵ به دلیل ابراز حمایت ازتیراندازی در دفتر شارلی ابدو، به مقامات گزارش دادند ولی هیچ کاری انجام نشد.
رئیس مبارزه با تروریسم گفت که مهاجم دارای عقاید مذهبی رادیکال و افراطی بود، و از زمانی شروع شد که او برخی اقدامات خشونت‌آمیز را با پیشینه اسلام‌گرایی توجیه کرد، پوشیدن لباس غربی را متوقف کرد و به غیر از خانواده خود با زنان دیگر صحبت نکرد. روابط بین هارپون و سلفی نیز تأیید شد. قبل از شروع حمله، هارپون با همسرش صحبت کرد و آنها در مجموع ۳۳ پیام رد و بدل کردند. در میان آنها، هارپون نوشته بود: «الله اکبر» و «از محمد پیامبر دوست داشتنی محبوب ما پیروی کن و از قرآن تدبیر کن».
یک یواس‌بی فلش درایو در دفتر هارپون پیدا شد: در داخل آن مواد تبلیغاتی دولت اسلامی عراق و شام، از جمله فیلم‌های بریدن سر و جزئیات افسران پلیس که با او کار می‌کردند، یافت شد. افسران در مورد ارتباط احتمالی با حمله با چاقو ۲۰۱۶ مگنانول، که در آن دو افسر پلیس توسط یک اسلامگرای بیعت کرده با داعش، کشته شدند، تحقیق کردند. تحقیقات در مورد رایانه و تلفن هارپون نشان داد که وی اندکی قبل از حمله در اینترنت به دنبال «چگونگی کشتن کافران» بوده‌است.
پنج نفر در ارتباط با مهاجم در ۱۴ اکتبر ۲۰۱۹. دستگیر شدند. این افراد تهدیدات امنیتی بالقوه تلقی می‌شدند و یک امام در میان آنان بود. 
فرانس اینتر در اکتبر ۲۰۱۹ گزارش داد که محققان مشکوک بودند که این حمله نتیجه یک هذیان (دیوانگی) خودکشی صورت گرفته و فیلم‌های داعش در درایو USB متعلق به همکاران وی بوده‌است. در فوریه سال ۲۰۲۰، روزنامه پاریزین گزارش داد که تحقیقات فنی رایانه شخصی و تلفن همراه هارپون تأیید کرده که این حمله ماهیتی تروریستی داشته و منابع نزدیک به تحقیقات «مشخصات ترکیبی» تروریسم و روانپزشکی را نتیجه‌گیری کردند. یوروپل در گزارش سالانه خود در مورد وضعیت تروریسم اتحادیه اروپا و روند (TE-SAT) که در ژوئن سال ۲۰۲۰ منتشر شد، این حمله را به عنوان تروریسم جهادی طبقه‌بندی کرد.

## واکنش سیاسی
به دنبال این حادثه، ساختمان فرماندهی پلیس توسط رئیس‌جمهور امانوئل مکرون، نخست‌وزیر ادوارد فیلیپ، وزیر کشور کریستف کاستانر و شهردار پاریس آن ایدالگو بازدید شد. منطقه حمله قفل شد و ایستگاه متروی پاریس، واقع در جزیره، به روی مسافران بسته شد. وزیر کشور کریستف کاستانر با درخواست استعفا روبرو شد که آنها را رد کرد.
وزیر کشور، کریستف کاستانر از بسیاری از سیاستمداران برجسته از کل طیف از راست چپ به راست افراطی خواستار استعفا شد. کاستانر در یک کنفرانس مطبوعاتی گفته بود که مهاجم هرگز رفتار آشکاری از خود نشان نداد. یک روز پس از این اظهارات، وقتی علنی شد که همکاران وی شکایتی را مطرح کرده‌اند و هیچ تحقیقی دربارهٔ این اظهارات صورت نگرفته، کاستنر گفت «نقص عملکردی» وجود دارد که نتوانست مانع حمله شود.